# Aysha taeniata
Aysha taeniata är en spindelart som först beskrevs av Eugen von Keyserling 1891.  Aysha taeniata ingår i släktet Aysha och familjen spökspindlar. Inga underarter finns listade.